# Martín Carrera
Martín Carrera (ur. 20 grudnia 1806 w Puebla, zm. 22 kwietnia 1871 w mieście Meksyk) – meksykański wojskowy (generał) i polityk, tymczasowy prezydent Meksyku przez jeden miesiąc w 1855 roku.

## Życiorys
Martín Carrera urodził się 20 grudnia 1806 roku w Puebla. W 1821 roku jako artylerzysta przyłączył się do Armii Trzech Gwarancji (hiszp. Ejército Trigarante). W 1833 roku otrzymał stopień generała brygady a w 1853 roku generała dywizji. W latach 1844 i 1845 był senatorem a później doradcą rządowym. Podczas wojny amerykańsko-meksykańskiej był dowódcą artylerii.
W 1854 roku był gubernatorem Dystryktu Federalnego. Jako umiarkowany liberał deklarował poparcie dla planu ayutlańskiego, nie cieszył się jednak zaufaniem znaczniejszych polityków stronnictwa. Po ucieczce Santa Anny został, 15 sierpnia 1855, wybrany prezydentem przez złożoną z konserwatystów juntę. 20 sierpnia ogłosił zamiar przeprowadzenia wyborów do Kongresu Konstytucyjnego, jednak już 12 września podał się do dymisji, sfrustrowany niemożnością współpracy między konserwatystami a liberałami.
Zmarł 22 kwietnia 1871 roku w mieście Meksyk.